# Василије Казимировић
Василије Васа Казимировић (Београд, 13. октобар 1921 – Београд, 31. децембар 1997) био је југословенски и српски историчар и публициста.

## Биографија
У родном граду завршио је основну школу и гимназију и студирао на Високој економско-комерцијалној школи. Био је сарадник листова „Нови средњошколац“, „Правда“ и „Политика“. Послије Другог свјетског рата био је уредник програма на њемачком језику на Радио Београду, потом директор издавачког центра „Београд-
прес“ и уредник издавачких предузећа „Братство–јединство“ и „Прогрес“. Користећи повремено псеудониме (Рајмон, Петер Кент и др.), писао је пјесме, приповијетке, репортаже, биографије, ратне хронике и забавне романе. Фељтоне о историјским темама објављивао је у београдској „Борби“, сарајевским „Вечерњим новостима“, загребачком „Вечерњем листу“ и љубљанском „Дневнику“. Краће вријеме био је уредник листова и часописа „Almanac d’économie“ (Нови Сад 1955) и „Трибина“ (Нови Сад 1960), као и дописник бечког „Експреса“, у коме се доцније и запослио. Од краја шездесетих година посветио се проучавању докумената из српске и југословенске историје
друге половине XIX и прве половине XX вијека, која су похрањена у архивима Њемачке, Швајцарске и Аустрије, гдје је 1975. био уредник листа „Данас“. Истраживачки је био усмјерен ка прошлости југословенске државе и утицају који је имала на српски народ. Његова монографија о Николи Пашићу награђена је НИН-овом наградом за историографију и публицистику (1990), док је књига о Србији и Југославији 1914–1945. проглашена издавачким подухватом године (1995). Упркос томе, његово научно дјело неријетко је подвргавано оштрој стручној критици.

## Важнији радови
- Под заставом слободе, Нови Сад 1956;
- Равница у пламену, Београд 1961;
- NDH u svetlu nemačkih dokumenata i dnevnika Gleza fon Horstenau: 1941–1944, Beograd 1987;
- Никола Пашић и његово доба 1845–1926, 1–2, Београд 1990;
- Србија и Југославија 1914–1945, 1–4, Београд 1995;
- Црна рука. Личности и догађаји у Србији од преврата 1903. до Солунског процеса 1917, Крагујевац 1997.